# Buôn bán lông thú

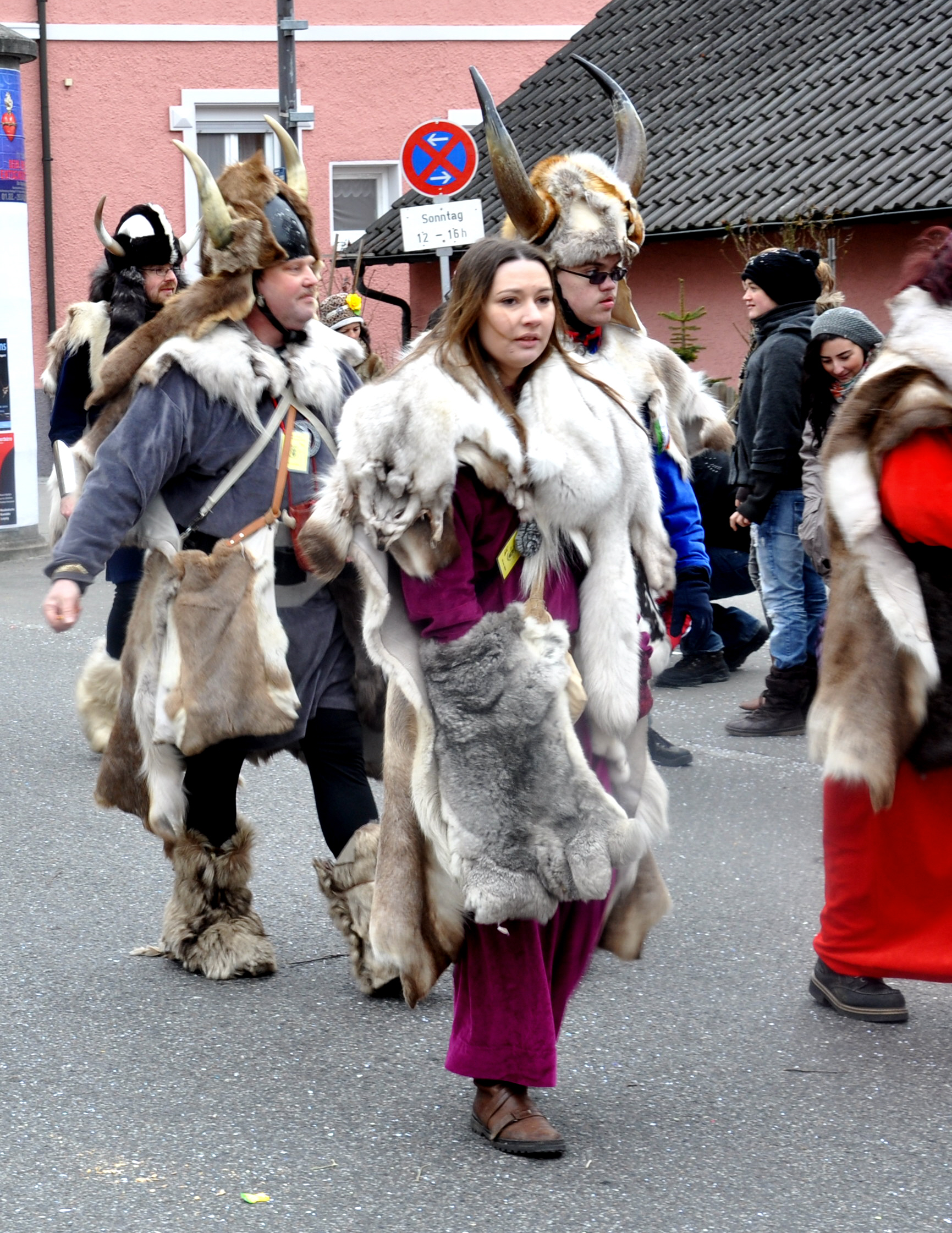
Một phụ nữ với trang phục từ lông tuần lộc

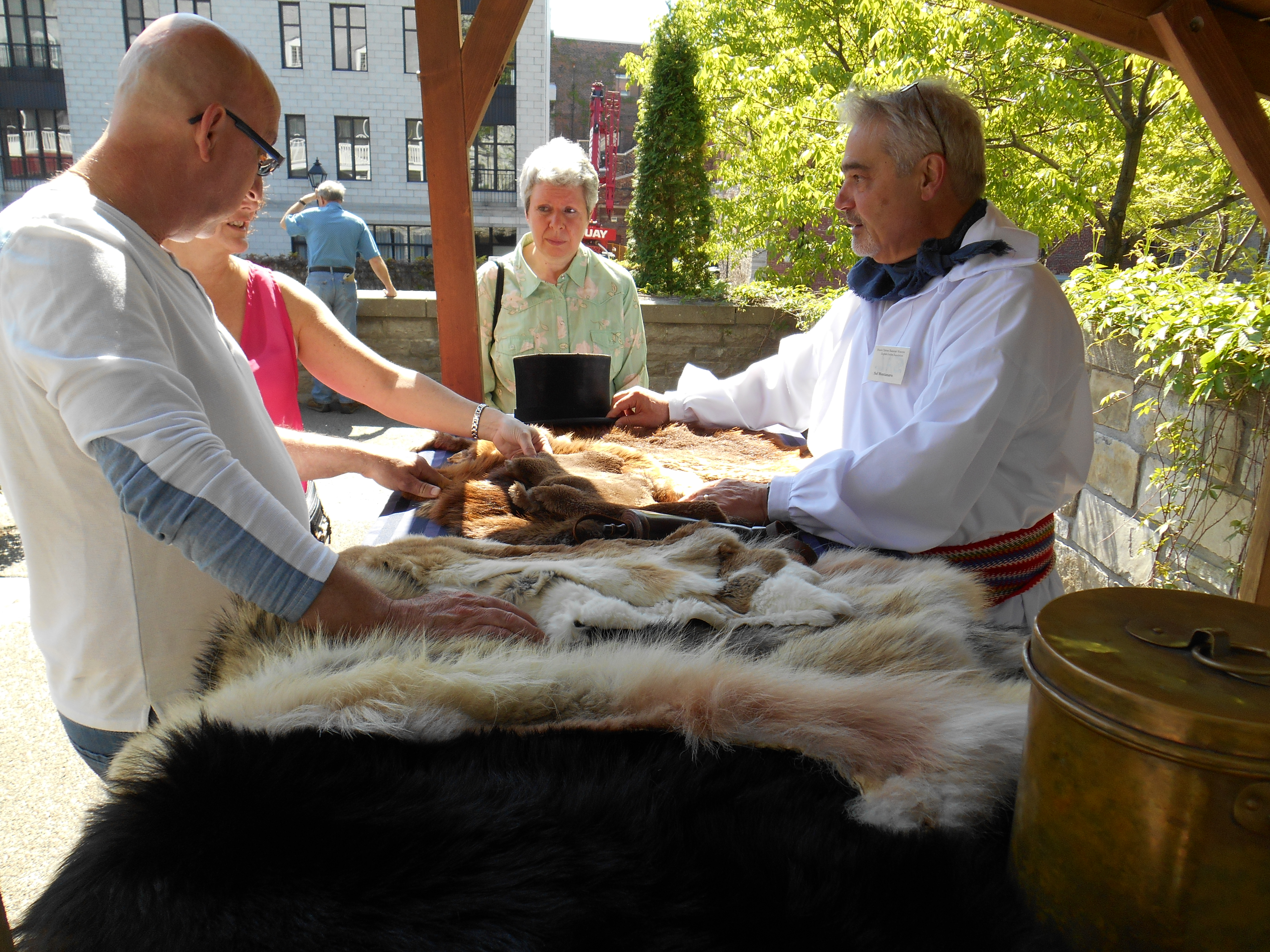
Một địa điểm mặc cả mua bán lông thú ở Pháp

Buôn bán lông thú (Fur trade) hay còn gọi là ngành mậu dịch da thú là một ngành công nghiệp chế biến và tiêu thụ sản phẩm động vật là lông thú, da thú trên toàn thế giới, nhằm mua và bán lông động vật, lông thú được sản xuất, buôn bán phục vụ cho nhu cầu mặc ấm của con người và sau này là ngành thời trang. Kể từ khi thị trường lông thú thế giới được thiết lập vào đầu thời kỳ cận đại, lông thú của các loài động vật có vú ở vùng Bắc Cực, các vùng cực và vùng ôn đới lạnh đã được đánh giá cao. Trong lịch sử, mậu dịch lông thú đã kích thích việc thăm dò và thuộc địa của Siberia, phía bắc Bắc Mỹ, Nam Shetland và Nam Sandwich.
Ngày nay tầm quan trọng của việc buôn bán lông thú đã giảm đi, ngành buôn bán này dựa vào các sản phẩm được sản xuất tại các trang trại lông thú và việc bẫy. Theo Statistics Canada, có tới 2,6 triệu động vật có lông thú được nuôi dưỡng trên các nông trại bị giết năm 2010 và 700.000 con khác bị giết vì lông thú bằng bẫy. Việc sản xuất và ngành thời trang lông thú hiện nay đang đã trở nên gây tranh cãi. Các tổ chức bảo vệ quyền động vật phản đối việc buôn bán lông thú với lý do rằng động vật bị giết dã man và đôi khi bị lột da sống một cách tàn nhẫn, từ đó có những chiều hướng, thị hiếu các sản phẩm lông thú đã được thay thế trong một số quần áo bằng đồ giả lông thú từ vật liệu tổng hợp.

## Ngành công nghiệp
Lông thú được sử dụng nhiều trong ngành công nghiệp thời trang, người ta giết mổ hàng triệu con vật để làm áo khoác, khăn và các sản phẩm khác để lấy da và lông phục vụ nhu cầu làm đẹp của con người. Theo thống kê của các Tổ chức phi chính phủ về bảo tồn môi trường thì có hàng triệu động vật hoang dã bị giết hại để nhằm cung cấp da, lông cho ngành công nghiệp thời trang, như loài sơn dương, trên khắp thế giới chỉ còn khoảng 75.000-100.000 con ở Tây Tạng, bộ da của sơn dương được bán trên thị trường chợ đen để làm áo lông thú quý giá mà phải cần đến bốn con sơn dương mới may được một cái áo choàng có giá bán từ 700-3.500 euro. Lông và da động vật được coi là một trong những nguyên vật liệu quyền uy nhất của ngành công nghiệp thời trang. Không những có giá trị cao mà nó còn đem tới vẻ sang trọng, vương giả cho người mặc.
Ước tính có hơn 1 tỉ động vật bị giết hàng năm để đáp ứng nhu cầu về lông thú. Có nhiều loài động vật được sử dụng trong ngành công nghiệp này, bao gồm chồn, cáo, chó nhà, mèo, hải ly nhưng thỏ là loài bị giết nhiều nhất mỗi năm. Hàng năm, có hàng triệu động vật hoang dã bao gồm mèo, cáo, bị bẫy bằng những chiếc bẫy chân bằng thép, bẫy bóp thân, và bẫy dây (móc vào cổ) gây ra sự đau đớn, chịu đựng cho động vật. Bẫy được sử dụng để bắt động vật hoang dã về cho ngành công nghiệp buôn bán da, lông thú. Nhưng để đáp ứng được nhu cầu ngay càng lớn, ngành công nghiệp này hiện nay đang dựa vào các trang trại động vật nuôi và động vật hoang dã để sản xuất phần lớn lông cho thế giới. Ước tính 85% lông thú hiện này đến từ các trang trại công nghiệp trên khắp thế giới, và ước tính 80% việc sản xuất lông thú được thực hiện ở Trung Quốc nơi lao động rẻ và không có luật nghiêm khắc liên quan đến sản xuất đã gây ra sự đau đớn của hàng chục triệu con vật mỗi năm. 

## Các nước

### Đan Mạch

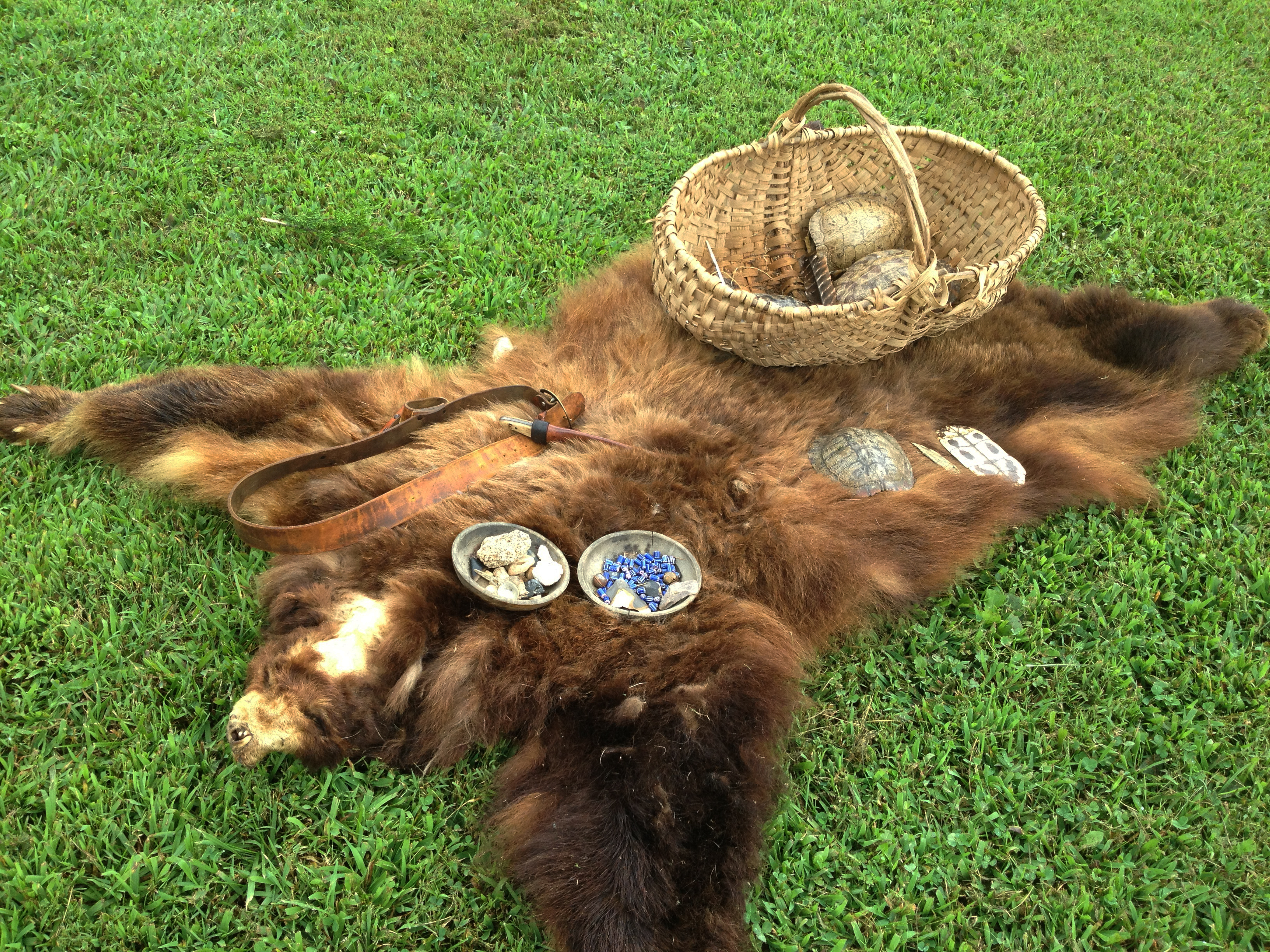
Một tấm lông gấu

Trung tâm của ngành công nghiệp da lông thú được đặt tại thành phố Copenhagen của Đan Mạch nơi đây là trụ sở của Hiệp hội kinh doanh da và lông thú Đan Mạch là trung tâm đấu giá lông thú lớn nhất thế giới, là nơi tập trung các chuyên gia đầu ngành về da lông động vật, nơi đây cũng sản xuất số lượng nhỏ các loại lông thú khác bao gồm cáo trắng và chuột chinchilla. Các công ty thời trang nổi tiếng với nguồn hàng da và lông đa dạng và chất lượng. Trong đó nổi tiếng nhất là trung tâm đấu giá lông thú nơi tập trung các sản phẩm cao cấp và có chất lượng tốt nhất thế giới với 21 triệu tấm gia được đấu giá với doanh thu khoảng 2,1 tỷ euro (tương đương 2,8 tỷ USD). Đan Mạch là nơi tập trung hơn 1.500 nông dân chăn nuôi gia súc lấy lông, sản lượng mỗi năm đạt gần 17,2 triệu con–chiếm 1/5 toàn thế giới.
Những người nông dân chăn nuôi lấy lông ở đây cho rằng chất lượng sản phẩm được đánh giá cao hơn 20% so với các giống được chăn nuôi ở những nơi khác là nguyên nhân giúp phát triển ngành công nghiệp lông thú, người nông dân được cung cấp đầy đủ nguồn thức ăn (nội tạng và cá) chất lượng cao cho việc chăn nuôi, đây là một nhân tố quan trọng bởi lông chỉ giữ được độ bóng và mềm nếu động vật được cho ăn đúng cách. Nông dân ở đây sử dụng một hệ thống máy móc phức tạp để phân chia chính xác số lương thực cần thiết cho mỗi lồng thú, dựa theo kích cỡ của động vật và giai đoạn trong chu kỳ sinh sản, họ cho rằng hệ thống này chính xác đễn nỗi không để lãng phí bất kỳ lượng thức ăn nào. 

### Trung Quốc

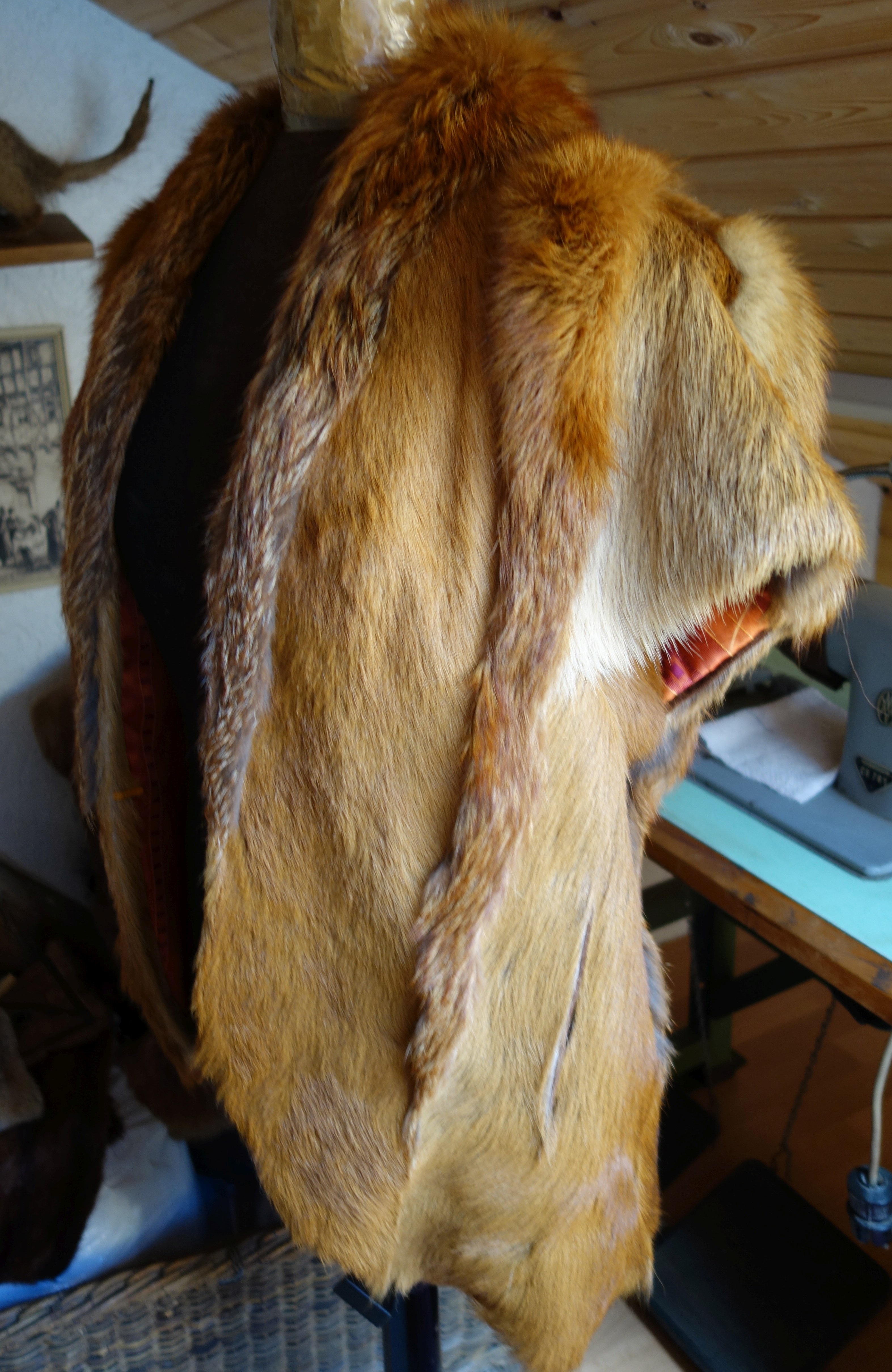
Một chiếc áo lông thú từ lông hươu

Ở Trung Quốc, gần 75% ngành công nghiệp chăn nuôi động vật hoang dã là để lấy da từ các loài động vật như chồn vizon, lửng chó và cáo, sau đó cũng được bán để lấy thịt. Năm 2018, có 50 triệu đọng vật được nuôi và bị giết để lấy lông ở Trung Quốc. Sản xuất lông thú chiếm hơn 3/4 buôn bán động vật hoang dã. Một cuộc điều tra của EIA vào năm 2012 phát hiện thương lái nuôi hổ hợp pháp để lấy da cũng bán trái phép xương để làm thuốc và ngâm rượu. Theo nghiên cứu của Học viện Kỹ thuật Trung Quốc, ngành công nghiệp nuôi động vật hoang dã được ước tính tạo hơn 14 triệu việc làm và trị giá 70,66 tỷ USD.
Ở Trung Quốc, các lò sản xuất thường nuôi thỏ từ 2 đến 5 năm để lấy lông, họ thường nhổ lông chúng 2 đến 3 tháng một lần, có trang trại có cách làm khá tàn nhẫn khi người ta buộc hai chi thỏ vào một nơi cố định, kéo dài mình thỏ và lấy lông con vật khi nó vẫn còn sống. Con thỏ bị buộc vào một điểm cố định. Sau đó, người ta kéo mình thỏ dài ra và nhổ lông khi con vật đang còn sống mặc cho thỏ kêu đau đớn. Mình thỏ đỏ rực vì bị nhổ lông, sau khi lấy lông, người ta vứt thỏ vào chuồng để chúng tự hồi phục. Khi thỏ đuối sức và không còn khả năng hồi phục, nhà sản xuất thịt chúng và lấy da. Theo PETA, có đến 90% lông thỏ trên thị trường thế giới đều bắt nguồn từ Trung Quốc.

### Việt Nam
Ở Việt Nam, thực trạng nạn buôn bán động vật hoang dã diễn ra nhức nhối, trong đó có cả nạn giết thú rừng lấy da, lông. Phần lớn các trường hợp này là hành vi buôn bán loại da thú rừng nhồi bông. Thú rừng quý hiếm bị thợ săn sát hại không bỏ đi thứ gì, từ thịt, xương đến bộ da. Loại hàng độc từ da thú được các mối cung cấp có khi rao bán với giá cả trăm triệu đồng. Hàng độc là những bộ da thô đã thuộc được các tay buôn lậu chuyển từ nước ngoài về. Các loài động vật hoang dã và những bộ phận, dẫn xuất của chúng (lông, da) khi khai thác sử dụng mà không chứng minh được nguồn gốc đều là bất hợp pháp. Thông tin hai thợ săn vừa bắn chết 15 con voọc bị cơ quan kiểm lâm bắt giữ khiến giới đầu nậu da, lông thú rừng tỏ ra dè dặt hơn trong việc tiếp chuyện với mối hàng mới.
Việc mua bán động vật hoang dã cũng tùy vào tính chất, mức độ mà có thể xử phạt hành chính hay xử lý hình sự. Thực tế trên thị trường đen, việc buôn bán da, lông vẫn còn xảy ra ở mức độ tinh vi lén lút. Trong đó tồn tại một lượng hàng da, lông thú giả rất nhiều. Số người mua về sử dụng, tàng trữ các mặt hàng không có nguồn gốc đều là vi phạm pháp luật. Và như vậy họ đã tiếp tay cho giới buôn bán động vật hoang dã, có nguy cơ dẫn đến tuyệt chủng một số loài (hổ, báo, tê giác). Đồng thời những mặt hàng, sản phẩm từ da, lông thú (đặc biệt là lông thú quý hiếm) từ nước ngoài nhập vào Việt Nam vì mục đích thương mại nếu không có giấy tờ chứng minh đều được coi là bất hợp pháp.  

## Phản đối

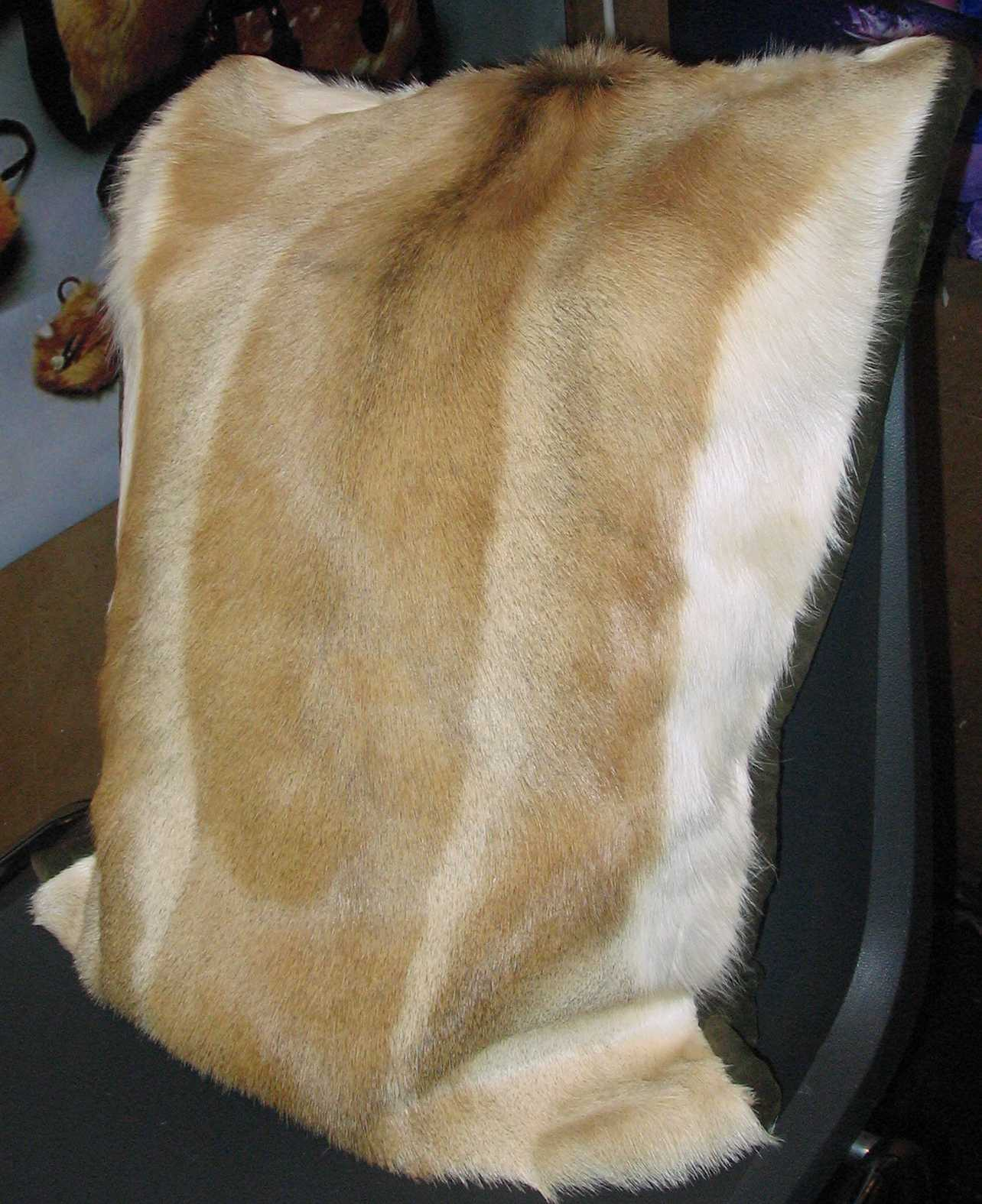
Một chiếc áo từ lông linh dương

Một thời lông được coi là sản phẩm xa xỉ, lông thú hiện nay có giá rẻ hơn, và nhiều nhà thiết kế coi lông thú đơn giản là một loại vải để thêm vào sản phẩm của họ mà không nghĩ đến sự đau đớn mà con vật phải chịu đựng. Hội nhân đạo bảo vệ động vật PETA khẳng định: "Mặc trang phục làm từ lông hay sử dụng đồ da là bạn đang vô tình tắm máu của biết bao con thú vô tội và gián tiếp hủy hoại trái đất". Ý kiến này đã nhận được rất nhiều sự đồng tình của người dân tại các nước phương Tây khiến họ phải đối mặt với con số hơn 50 triệu động vật bị giết chỉ để phục vụ ngành công nghiệp thời trang".

## Tham khảo

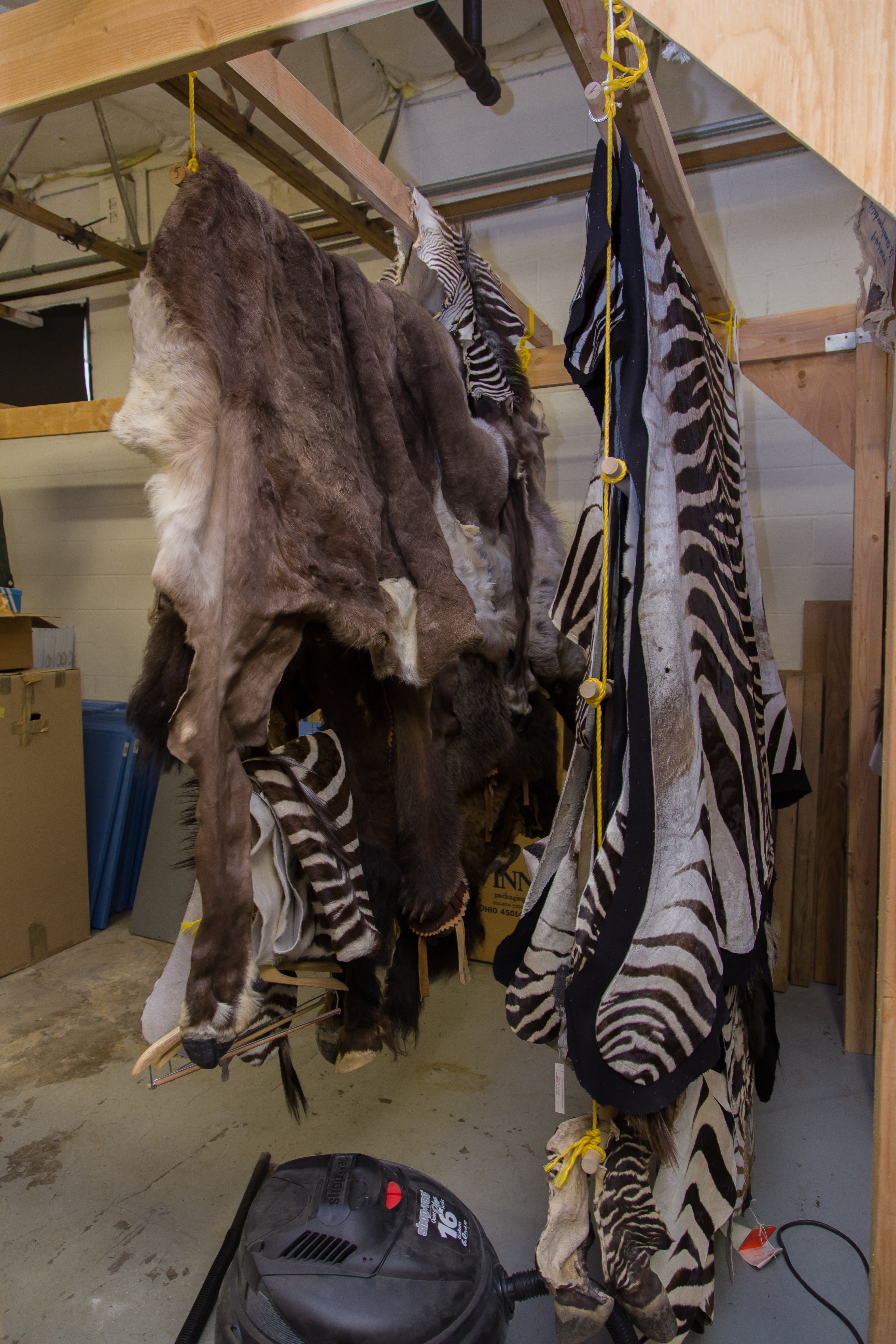
Các loại da thú hoang

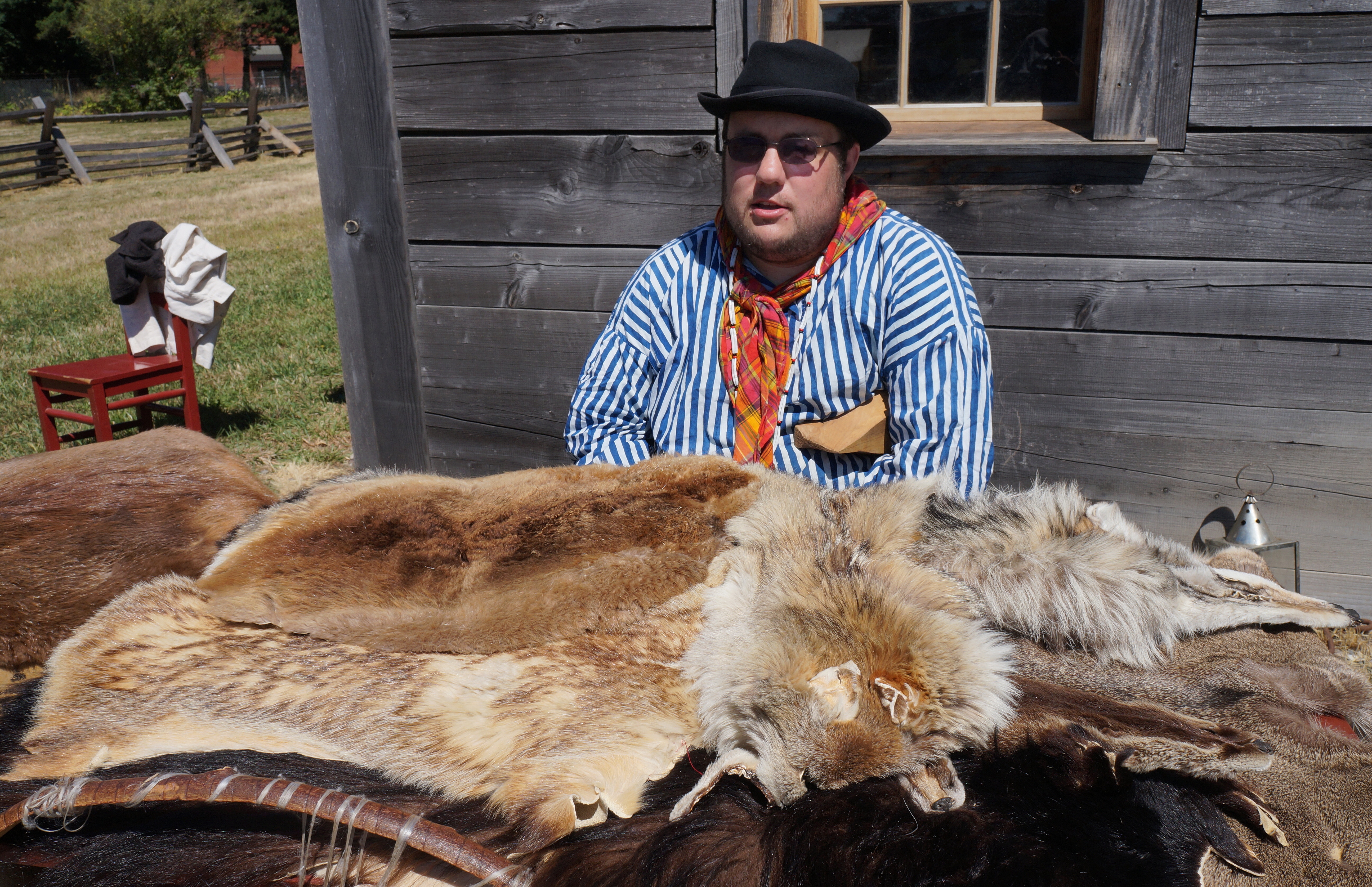
Bày bán công khai da sói ở Vancouver

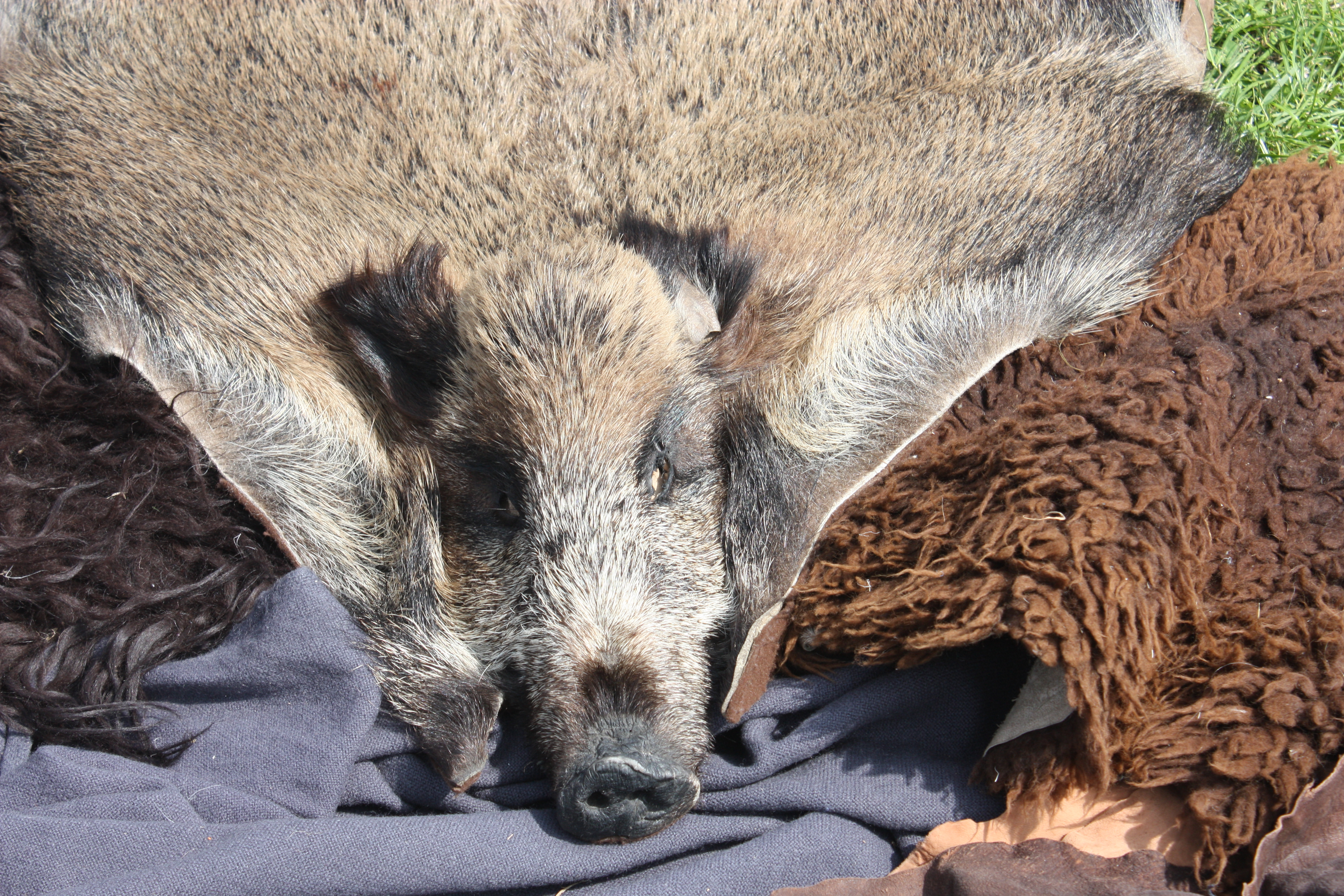
Bộ da lợn rừng

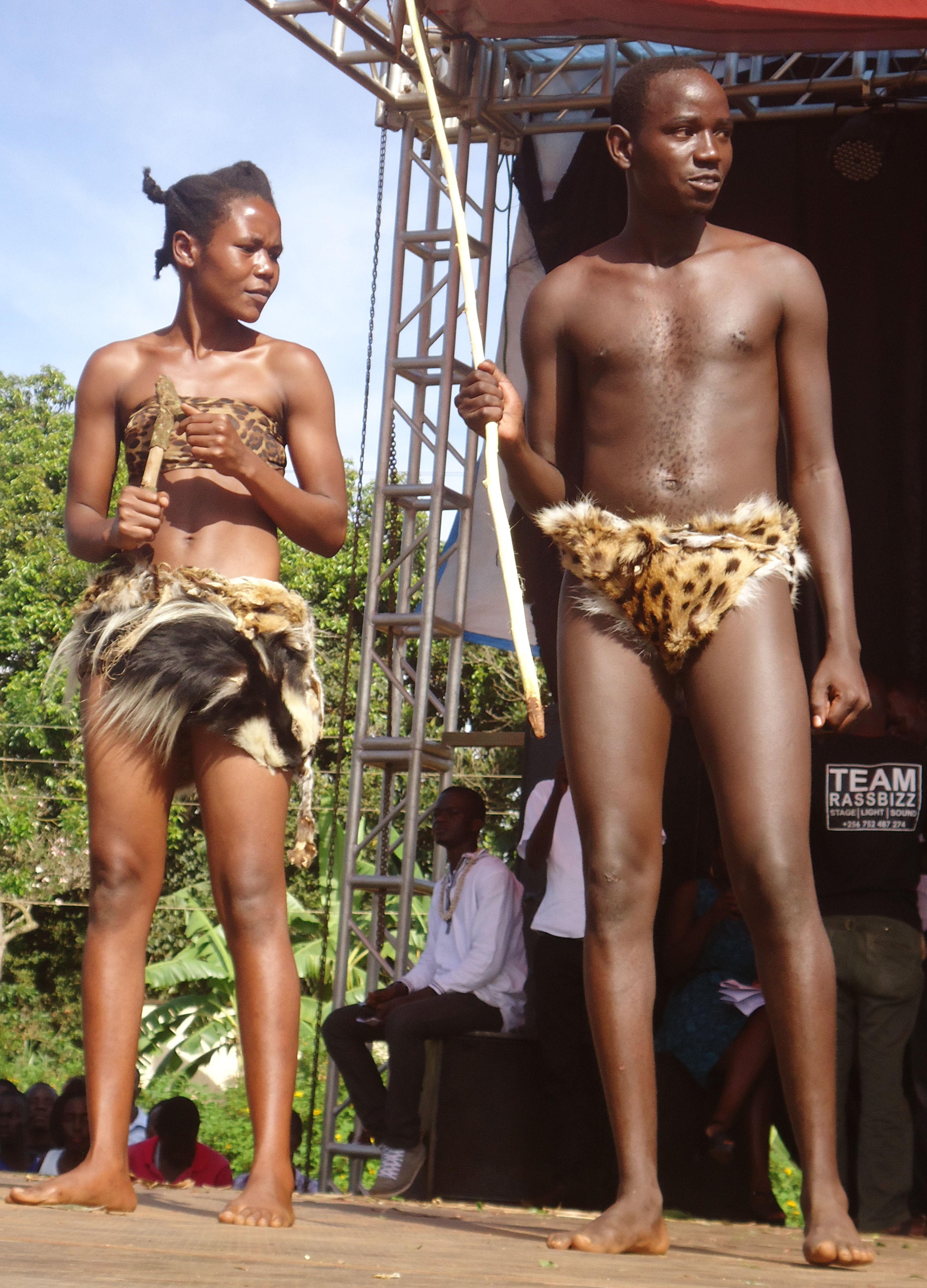
Trang phục khố từ da báo săn

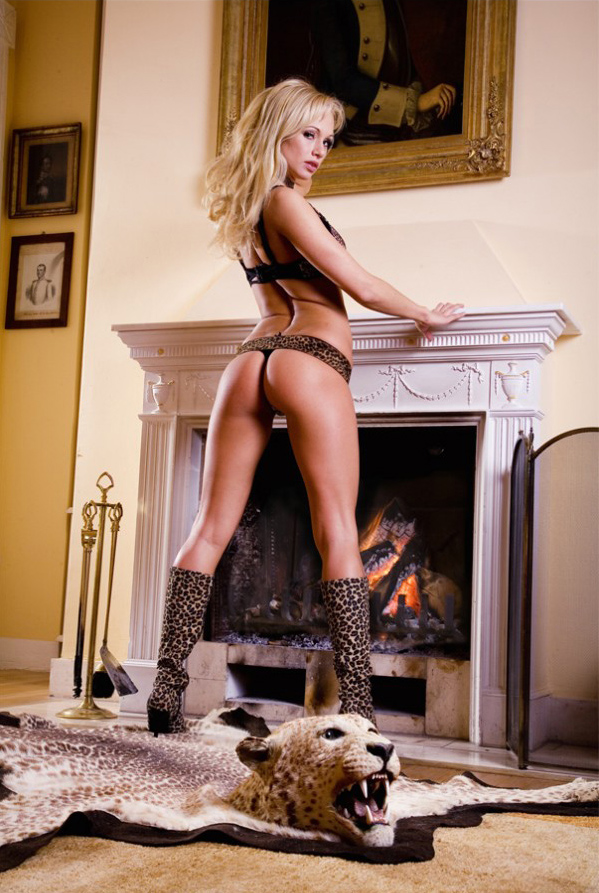
Thời trang da báo

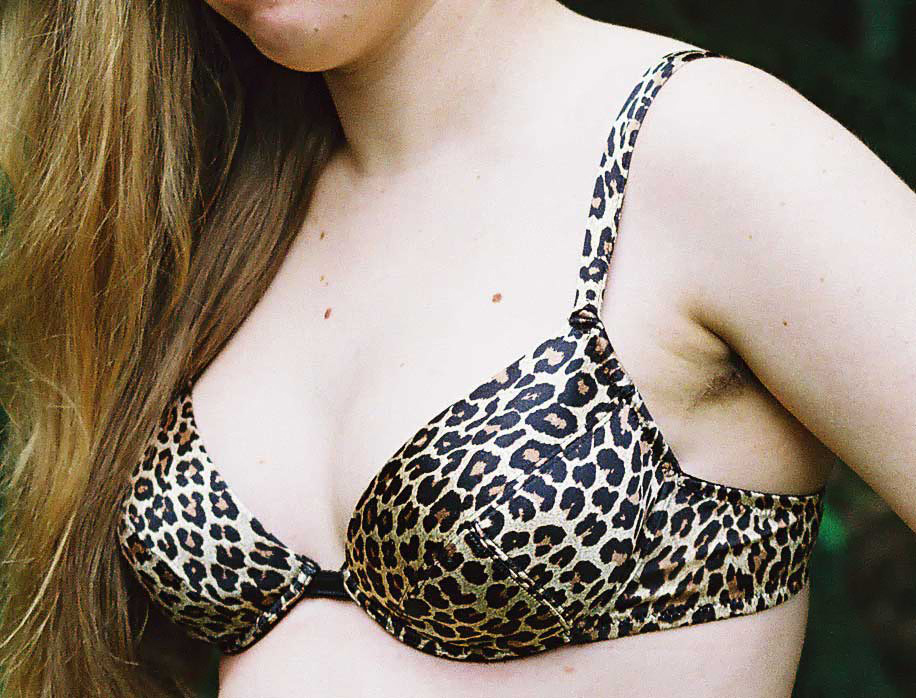
Áo nịt ngực (coóc-xê) từ da báo